# Mesodiomorus compressus
Mesodiomorus compressus is een vliesvleugelig insect uit de familie Torymidae. De wetenschappelijke naam is voor het eerst geldig gepubliceerd in 1911 door Strand.